# Barend Biesheuvel
Barend Willem Biesheuvel (5 d'abril de 1920 - 29 d'abril de 2001) va ser el primer ministre dels Països Baixos entre el 1971 i el 1973.
Entre el 1956 i el 1963 va representar el Partit Antirevolucionari (Anti-Revolutionaire Partij - ARP) a la Cambra Baixa del Parlament dels Països Baixos. Entre el 1961 i el 1963 va ocupar també un seient en el Parlament Europeu.